# Rumble! The Best of Link Wray
Rumble! The Best of Link Wray je kompilační album amerického kytaristy Linka Wraye. Jedná se o výběr největších hitů od vydání skladby Rumble, od roku 1958, až do roku 1976.

## Seznam skladeb
1. Rumble (Grant, Wray) 2:26
2. The Swag (Grant, Wray) 2:21
3. Raw-Hide (Grant, Wray) 2:06
4. Dixie-Doodle (Grant, Wray) 2:10
5. Ramble (Grant, Wray) 2:15
6. Ain't That Lovin' You Babe (Reed) 2:47
7. Jack the Ripper (Cooper, Wray) 2:22
8. The Black Widow (Cooper, Wray) 1:52
9. Big City After Dark (Wray) 2:53
10. Run Chicken Run (Cooper, Wray) 1:57
11. The Shadow Knows (Fredericks, Wray) 2:27
12. Deuces Wild (Wray) 2:24
13. Hang On (Wray) 2:27
14. Ace of Spades (Cooper, Wray) 2:22
15. I'm Branded (Wray) 2:04
16. Batman Theme (Hefti) 2:00
17. Hidden Charms (Dixon) 2:41
18. Climbing a High Wall (Wray) 4:01
19. Switchblade (Cross, Gordon, Gottehrer, Stoner…) 3:13
20. Jack the Ripper (Cooper, Wray) 4:45

## Sestava
- Link Wray - sólová kytara, zpěv
- Vernon Wray - rytmická kytara, piáno
- Doug Wray - bicí
- Evelyn Wray - tamburína
- Howie Wyeth - bicí
- Chuck Bennett - rytmická kytara, varhany
- Charlie Charles - bicí
- Billy Cross - rytmická kytara
- Ed Cynar - baskytara
- Richard Gottehrer - piáno
- John Greaves - baskytara
- Shorty Horton - baskytara
- Bob Howard - varhany, zpěv
- Rob Stoner - baskytara
- Jack VanHorn - rytmická kytara